# Литвинчук, Иван Самойлович
Ива́н Само́йлович Литвинчу́к (псевдонимы: «Максим», «Дубовый», «Давид», «Корней», «7604», «9245», «0405», «8228») (21 августа 1920, с. Бискупичи-Русские, Волынское воеводство — 19 января 1951, Золотиевские хутора, Ровенская область) — полковник УПА, проводник округа УПА-Север.
В Польше Ивана Литвинчука считают военным преступником, одним из организаторов и активных участников Волынской резни.

## Биография
Полусирота, воспитывался при Дерманском монастыре с 14 лет, учился в Духовной семинарии в Кременце. В 1935—1936 годах вступил в ОУН. В 1937 году стал секретарём архиепископа Симона, с которым выезжал в Варшаву, где был с перерывами до 1939 г. По другим данным, в 1937—1939 годах содержался в польских тюрьмах, в 1940—1941 годах — член организационной референтуры ОУН в Кракове.
С началом немецкой оккупации некоторое время работал в городской управе города Сарны и одновременно возглавлял Сарненский округ ОУН (б) «Лесная песня» (1941-43). Организатор военного обучения членов ОУН и создания первых отрядов УПА на Северо-западных украинских землях (СЗУЗ — Волынь, Южное Полесье, Холмщина, Подляшье) (1942—1943). Командир Первой группы УПА (позднее переформированной в Военный округ УПА «Заграва», охватывавший северные и западные районы Ровненской области) (1943-44).
Польский прокурор Пётр Зайонц и известный польский историк Гжегож Мотыка называют Литвинчука одним из главных организаторов и участников Волынской резни. Он являлся непосредственным организатором бойни в Липниках 26-27 марта 1943 года. В ночь с 21 на 22 апреля 1943 года «Дубовый» осуществлял общее руководство нападением отрядов УПА на Яновую Долину.
Летом 1944 года в связи с реорганизацией УПА-Север три военных округа были переформированы в два генеральных округа — Северо-западный (проводник Иван Литвинчук — «Максим Дубовой») и Северо-восточный. Границей между генеральными округами стала река Горынь. Каждый генеральный округ включал три военных округа.
С ноября 1944 г. — краевой проводник СЗУЗ (под псевдонимами «Хмельницкий», «Москва»). С 1945 г. — член провода ОУН (б) на СЗУЗ. Командующий УПА-Север в ранге майора (1945—1951), заместитель проводника ОУН на СЗУЗ с 1949 года.
Погиб в схроне 19 января 1951 г. на Золотиивських хуторах (ныне с. Нивы-Золочовские, относящийся к Боремельской сельской общине Дубенского района Ровенской области).

## Память
На месте гибели Ивана Литвинчука установлен Памятный Крест, его именем названа школа в селе Золочовка.